# Hyperholomorphie
Hyperholomorphie ist eine mögliche Verallgemeinerung des Begriffs der Holomorphie von den Komplexen Zahlen auf allgemeinere Clifford-Algebren, ausgehend vom Begriff der Cauchy-Riemann-Differentialgleichungen.

## Definition
Es bezeichne {\displaystyle Cl_{p,q}} eine Clifford-Algebra mit der algebraischen Basis
{\displaystyle 1;\,e_{1},\dots ,e_{n};\,e_{1}e_{2},\dots e_{n-1}e_{n};\dots ;\,e_{1}e_{2}\dots e_{n}}. Das System {\displaystyle \{e_{1},\dots ,e_{n}\}} ist eine Basis in 
{\displaystyle \mathbb {R} ^{p,q}}mit {\displaystyle e_{i}^{2}=-1,\,i=1,\dots ,q;\,e_{i}^{2}=1,\;i=p+1,\dots ,p+q=n}.
Der Operator
{\displaystyle D=\sum _{i=1}^{n}e_{i}\partial _{i}},
der im Raum {\displaystyle C^{1}(G,Cl_{p,q})} wirkt, wobei {\displaystyle G\subset \mathbb {R} ^{n}} ein Gebiet ist, wird als Dirac-Operator bezeichnet. Der Operator {\displaystyle \partial =\partial _{0}+D} heißt Operator vom Cauchy-Riemann-Typ. Die Symbole {\displaystyle \partial _{i};i=0,1,...,n} kennzeichnen die partiellen Ableitungen. Man bezeichnet nunmehr eine Funktion {\displaystyle f} als hyperholomorph, wenn sie 
eine der folgenden Gleichungen erfüllt:
{\displaystyle Df=0,(fD)=0,\partial f=0,(f\partial )=0}.
Da Clifford-Algebren im Allgemeinen nichtkommutative Algebren sind, liefert die Anwendung von links bzw. von rechts unterschiedliche Funktionenklassen. Oft werden die präziseren Begriffe {\displaystyle Cl_{p,q}}-(links)-holomorph bzw. {\displaystyle Cl_{p,q}}-(rechts)-holomorph verwendet. Ist klar, von welcher Seite die Anwendung der Operatoren zu verstehen ist, werden auch die Zusätze links und rechts weggelassen. Anstelle des Begriffs holomorph wird auch mitunter monogen bzw. Cl-analytisch verwendet. Wichtige Clifford-Algebren sind die Algebra der komplexen Zahlen {\displaystyle Cl_{0,1}} (kommutativ), die Algebra der reellen Quaternionen {\displaystyle Cl_{0,2}} und die Pauli-Algebra {\displaystyle Cl_{3,0}}.